# Lepus tibetanus
Lepus tibetanus (Заєць пустельний) — вид ссавців ряду Зайцеподібні.

## Поширення
Країни проживання: Афганістан, Китай (Ганьсу, Nei Mongol, Сіньцзян), Монголія, Пакистан. L. tibetanus можна знайти до висоти 3500-4000 м. Живе на пасовищах або чагарниках в областях пустель, напівпустель і степових місцях проживання.

## Поведінка
Цей вид в основному сутінковий, але може спостерігатися протягом дня. Їсть трав'янисті рослини, насіння, ягоди, коріння і гілки.
Народжується від трьох до 10 дитинчат. Буває від 1 до 3 виводків на рік.

## Морфологічні ознаки
Довжина голови й тіла 40-48 см, довжина хвоста від 5 до 7,5 см, вага 1625–2500 гр, задні лапи мають довжину 109–135 мм, вуха 81-110 мм. Тіло струнке з відносно маленькою головою. Хутро на спині темно-жовте або піщане з чорним відтінком. Черевна сторона жовтувато-біла. Вуха широкі біля основи, кінчики вух чорно-коричневі.